# Karwica Mazurska (przystanek kolejowy)
Karwica Mazurska – zlikwidowany przystanek osobowy, a dawniej także mijanka i ładownia w Karwicy Mazurskiej, w gminie Ruciane-Nida, powiecie piskim, województwie warmińsko-mazurskim, w Polsce.
Obiekt posiadał jeden jednokrawędziowy peron i kasę biletową, która podlegała stacji Spychowo. Miał też wiatę siedziskową. Wcześniej wyposażony był również w semafory kształtowe, a do 1946 roku funkcjonowała przy nim rampa boczna i waga wagonowa.
Przystanek kolejowy zlikwidowano w 2018 roku podczas modernizacji linii kolejowej nr 219.